# Umibōzu
Umibōzu (海坊主?  "monje marino") es un espíritu en el folklore japonés. Se dice que vive en el océano y hace zozobrar la nave de cualquier persona que se atreva a hablar con él. El nombre de este espíritu, que combina el carácter de "mar", con el carácter de "monje budista" está posiblemente relacionado con el hecho de que se dice que el umibōzu tiene una cabeza grande y redonda, semejante a las cabezas rapadas de los monjes budistas.

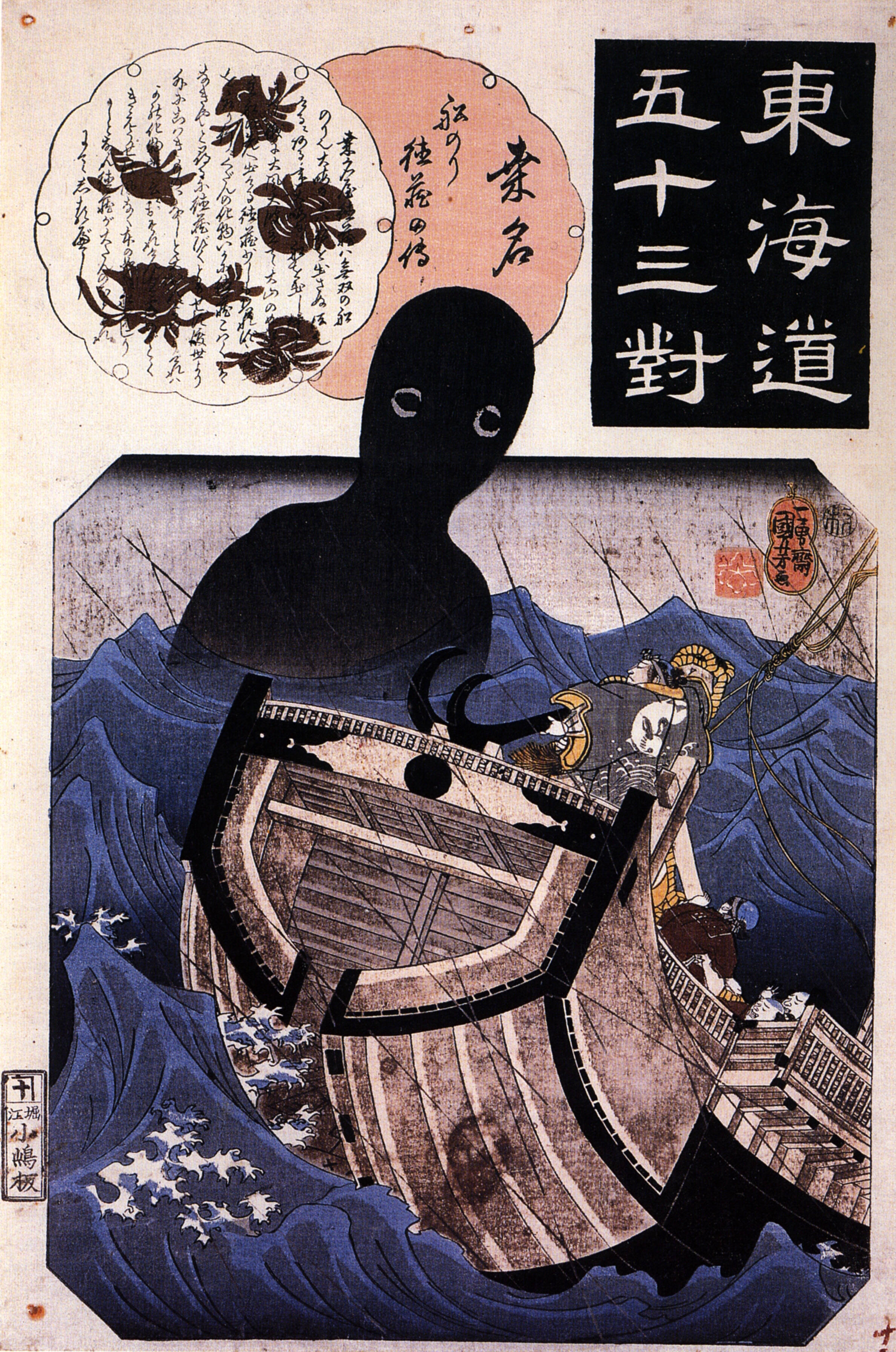
Ukiyo-e del marino Tokuso enfrentando a un umibōzu, por Utagawa Kuniyoshi

Alternativamente, son enormes yōkai que se les aparecen a los náufragos y pescadores. Se cree que son los espíritus de los sacerdotes ahogados, exhiben su cabeza afeitada y por lo general parecen estar rezando. Se dice que tiene un color gris, un torso formado por nubes y las extremidades serpentinas.
Según una historia, si los enfurecen, piden a las tripulaciones que les proporcionen un barril que se procede a llenar con agua de mar para ahogarlos. Para evitar este destino desastroso, es necesario darle un barril sin fondo.

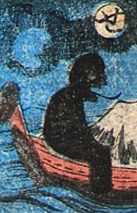
Carta de juegos del Periodo Edo Obake Karuta que muestra un umibōzu

Este cuento está probablemente relacionado con otra tradición japonesa, que dice que las almas de las personas que no tienen a nadie para cuidar de sus tumbas se refugian en el mar.

## En la cultura popular
El umibōzu es un yōkai muy conocido, a quien también se reconoce en la cultura japonesa moderna.
- En el videojuego Nioh de PS4 podemos encontrar un umibōzu como jefe final en uno de los niveles.
- En el manga de Shigeru Mizuki, Gegege no Kitaro cuenta con un umibōzu en su elenco.
- Un cuento popular sobre un umibōzu se cuenta en el segundo arco de la historia del anime Mononoke, una secuela de Ayakashi: Cuentos Samurai de Horror, que combina cuentos populares, obras kabuki y versiones animadas de las impresiones en madera del siglo XIX para volver a contar historias clásicas de fantasmas.
- En el anime de Naruto, episodio #172. Amachi durante su pelea con Naruto Uzumaki invocó un umibōzu, el cual devoró a Naruto provocando que empezara a ahogarse, pero cuando el ninja liberó el chakra del Nueve Colas, logró salir y destruir a la bestia. Más tarde, la criatura aparece de nuevo y por eso Naruto convoca a Gamabunta para luchar de nuevo contra él, pero como vieron que se regeneraba, decidieron crear un gran calor para evaporarlo siendo todo un éxito ya que lograron derrotarlo de una vez por todas.
- En el manga y anime One Piece, cuando la tripulación está navegando fuera del Florian Triangle, al final del arco de "Thriller Bark" (volumen 50, capítulo 490), una sombra gigante y misteriosa con ojos aparece en la niebla. Esto es considerado por muchos como un umibōzu. Otro personaje llamado "Wadatsumi" se parece a un umibōzu. Wadatsumi es apodado "Gran monje" y fue confundido con un umibōzu por Usopp.Una umibōzu 海坊主 de Bakemono no e (化物之繪, en 1700)

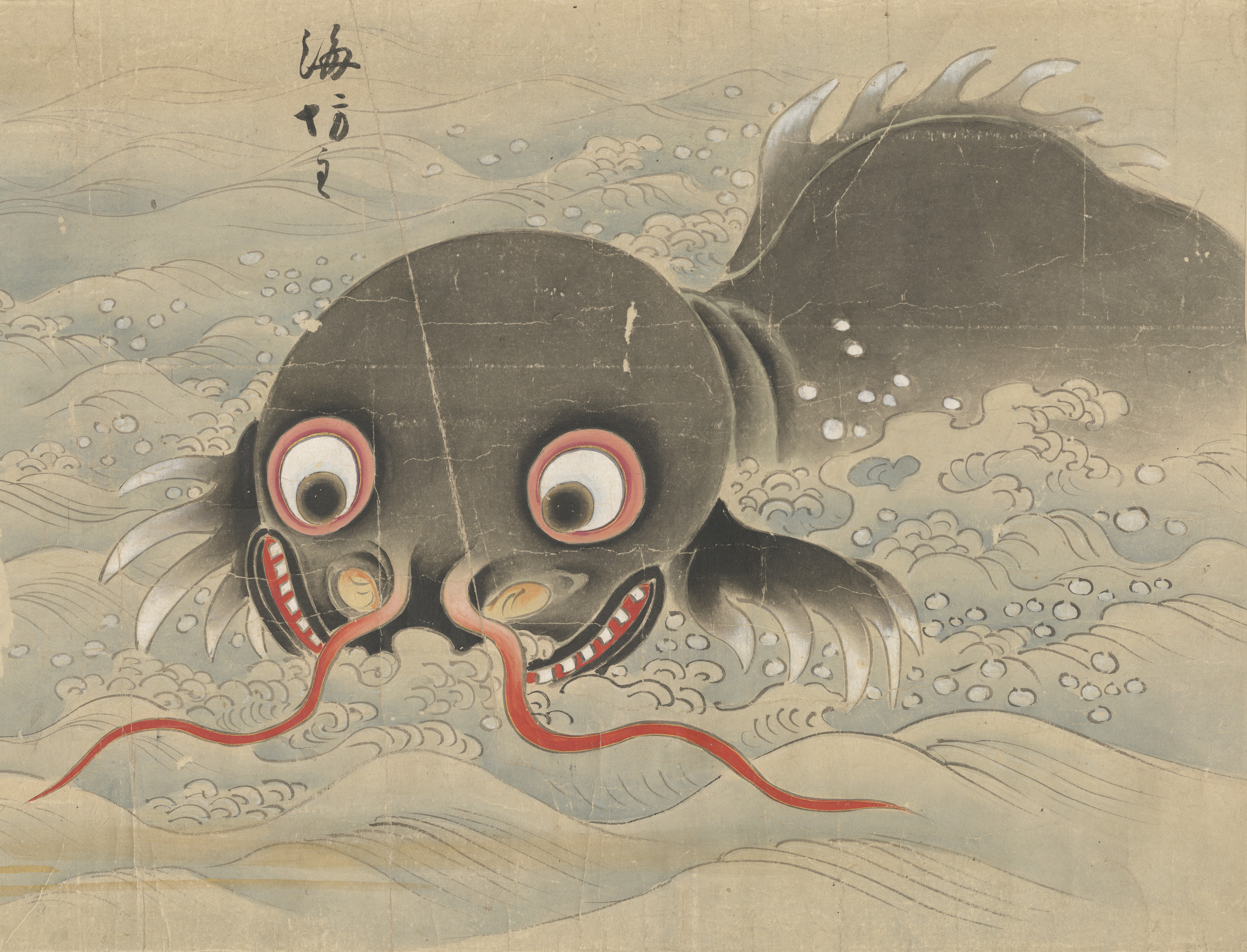
Una umibōzu 海坊主 de Bakemono no e (化物之繪, en 1700)

- La mascota de Itsuki, "Uraotoko", en la serie Yu Yu Hakusho tiene un parecido sorprendente con el Umi Bozu.
- El manga de Hideaki Sorachi y la adaptación al anime Gin Tama cuenta con un Umi Bozu en su elenco. Aunque la única característica similar a la del yōkai es la cabeza calva y redonda.
- El Umibozu (escrito como "Umi Bozu") es el Monster in My Pocket número #118.
- El Umibozu también es un monstruo del día en la temporada de Super Sentai Series titulada Ninja Sentai Kakuranger adaptado como Hydro Hog en el episodio 10 de Mighty Morphin Alien Rangers.
- En Pathfinder Bestiary 3, el "Monje de Mar" es una criatura generado a partir de "la desesperación y el horror combinados de morir en el mar, como cuando un barco se hunde y toda la tripulación se ahoga".[1] Tiene una reputación infame por volcar y hundir barcos.
- Es el nombre de una unidad de fuerzas especiales en Ghost in the Shell: Stand Alone Complex
- En Love★Com es el nombre de un músico que le gusta a dos de los personajes principales.
- La serie shōjo Akazukin Chacha cuenta con un Umibozu en su tercer episodio.
- En el manga y anime de Tsukasa Hōjō, City Hunter, uno de los personajes es llamado Umibozu, fue nombrado así por el protagonista Ryo Saeba, en el transcurso de la serie este hace referencias a un "monstruo marino" en directa relación a la apariencia del personaje.
- En la saga de videojuegos de Nintendo Pikmin hay varios enemigos que comparten características bastante evidentes con el Umibōzu o hacen referencia a este. Entre las similitudes se pueden rescatar el hecho de que aunque no se encuentran en el océano, dos creaturas están hechas de agua. También en todos los juegos cada aterrizaje es misteriosamente arruinado, al igual que el Umibōzu hace zozobar a las naves. Esto a llevado a varios fanáticos de la franquicia a teorizar que ciertos jefes como el Plasmaespectro de Pikmin 3 son en realidad el mismo Umibōzu adoptando varias formas.

En el videojuego de terror de Roblox The Mimic, en el Jealousy Book, Los Umibozus son antagonistas menores.
- En el anime Kakuriyo no Yadomeshi, aparece el Umibōzu.